# Orutu
L'orutu è uno strumento tradizionale luo, appartenente alla famiglia dei cordofoni ad arco.

## Caratteristiche
È presente presso alcuni gruppi etnici Luo che abitano le regioni tra il sud del Sudan, il nord dell'Uganda, l'est della Repubblica Democratica del Congo, il nord della Tanzania e il Kenya.
La musica, presso i popoli Luo, svolge un ruolo fondamentale nella vita quotidiana e si esprime attraverso particolari strumenti come l'orutu, il niatiti e l'oporo.
In questo caso, si tratta di una sorta di violino monocorde molto semplice, formato da un corpo cilindrico di legno cavo ricoperto di pelle, in cui viene inserito lateralmente un altro tubo di legno più piccolo, che funge da manico. L'unica corda è fissata all'estremità del manico e passa sopra un ponticello posto sopra il piano armonico in pelle, per poi fissarsi nell'estremità opposta. 
Si suona esattamente come un violino classico, tenendolo appoggiato al corpo all'altezza dell'addome, o anche appoggiato ad una gamba se si suona seduti, strofinando la corda con il sottile archetto, anch'esso in legno, che viene prima umettata con una speciale gomma di resina.
Pur essendo uno strumento tradizionale, viene suonato anche da gruppi musicali moderni, come ad esempio i Kenge Kenge che suonano il genere benga.